# Сорт вугілля
Сорт вугілля (рос. сорт угля, англ. coal grade, brand; нім. Kohlensorte) — вид (клас) товарного вугілля або антрациту, який відрізняється певними межами крупності, що визначають його товарну цінність та галузь споживання.
В Україні застосовується така класифікація вугілля за розмірами кусків:
- плитне (П) — 100—200 (300) мм;
- крупне (К) — 50—100 мм;
- горіх (Г) — 25—50 мм;
- дрібне (Д) — 13—25 мм;
- сім'ячко (С) — 6—13 мм;
- штиб (Ш) — 0—3(6) мм,
- рядове (Р) — 0—200 (300) мм.